# Cup of Austria de 2018
Cup of Austria de 2018 foi o segundo evento do Grand Prix Júnior de 2018–19 e a sétima vez que a Áustria sediou o Grand Prix ISU Júnior. A competição foi disputada entre os dias 29 de agosto e 1 de setembro, na cidade de Linz, Áustria. Os patinadores ganham pontos para se qualificar para a final do Grand Prix Júnior de 2018–19.

## Eventos
- Individual masculino
- Individual feminino
- Duplas
- Dança no gelo

## Medalhistas
| Evento                        | Ouro                                         | Prata                                        | Bronze                                   |
| Individual masculino detalhes | Camden Pulkinen · Estados Unidos             | Koshiro Shimada · Japão                      | Roman Savosin · Rússia                   |
| Individual feminino detalhes  | Alena Kostornaia · Rússia                    | Alena Kanysheva · Rússia                     | Shiika Yoshioka · Japão                  |
| Duplas detalhes               | Polina Kostiukovich · Dmitrii Ialin · Rússia | Anastasia Poluianova · Dmitry Sopot · Rússia | Alina Pepeleva · Roman Pleshkov · Rússia |
| Dança no gelo detalhes        | Sofia Shevchenko · Igor Eremenko · Rússia    | Marjorie Lajoie · Zachary Lagha · Canadá     | Eva Kuts · Dmitrii Mikhailov · Rússia    |

## Resultados

### Individual masculino
| Pos.              | Nome                      | Nacionalidade    | Pontos | PC         | PL          |
| ----------------- | ------------------------- | ---------------- | ------ | ---------- | ----------- |
| Medalha de ouro   | Camden Pulkinen           | Estados Unidos   | 223.95 | 76.15 (2)  | 147.80 (1)  |
| Medalha de prata  | Koshiro Shimada           | Japão            | 220.45 | 74.78 (3)  | 145.67 (2)  |
| Medalha de bronze | Roman Savosin             | Rússia           | 211.10 | 71.41 (4)  | 139.69 (3)  |
| 4                 | Conrad Orzel              | Canadá           | 200.46 | 79.66 (1)  | 120.80 (6)  |
| 5                 | Daniel Grassl             | Itália           | 191.38 | 70.17 (5)  | 121.21 (5)  |
| 6                 | Artem Kovalev             | Rússia           | 190.22 | 67.35 (7)  | 122.87 (4)  |
| 7                 | Mark Gorodnitsky          | Israel           | 178.82 | 68.47 (6)  | 110.35 (9)  |
| 8                 | Cha Young-hyun            | Coreia do Sul    | 173.82 | 56.08 (11) | 117.74 (7)  |
| 9                 | Luc Maierhofer            | Áustria          | 173.74 | 62.72 (9)  | 111.02 (8)  |
| 10                | Dinh Tran                 | Estados Unidos   | 169.70 | 60.07 (10) | 109.63 (10) |
| 11                | Jonathan Hess             | Alemanha         | 161.51 | 67.35 (8)  | 94.16 (11)  |
| 12                | Beresford Louise Clements | Canadá           | 146.43 | 53.25 (12) | 93.18 (12)  |
| 13                | Daniel Mrázek             | República Tcheca | 143.61 | 50.91 (13) | 92.70 (13)  |
| 14                | Darian Kaptich            | Austrália        | 130.58 | 42.42 (16) | 88.16 (14)  |
| 15                | Nurullah Sahaka           | Suíça            | 130.42 | 47.06 (14) | 83.36 (15)  |
| 16                | Anton Skoficz             | Áustria          | 123.37 | 44.10 (15) | 79.27 (16)  |
| 17                | Mykhailo Rudkovskyi       | Ucrânia          | 113.08 | 40.55 (18) | 72.53 (18)  |
| 18                | Pagiel Yie Ken Sng        | Singapura        | 108.71 | 35.81 (21) | 72.90 (17)  |
| 19                | Elliot Jang               | Taipei Chinesa   | 105.74 | 40.14 (20) | 65.60 (19)  |
| 20                | Brian Lee                 | Nova Zelândia    | 105.28 | 42.26 (17) | 63.02 (20)  |
| 21                | Luka Logar                | Eslovênia        | 90.13  | 29.28 (22) | 60.85 (21)  |
| WD                | Alp Eren Özkan            | Turquia          | —      | 40.22 (19) | — (WD)      |

### Individual feminino
| Pos.              | Nome                       | Nacionalidade        | Pontos | PC         | PL         |
| ----------------- | -------------------------- | -------------------- | ------ | ---------- | ---------- |
| Medalha de ouro   | Alena Kostornaia           | Rússia               | 203.50 | 71.08 (1)  | 132.42 (1) |
| Medalha de prata  | Alena Kanysheva            | Rússia               | 191.84 | 67.77 (2)  | 124.07 (2) |
| Medalha de bronze | Shiika Yoshioka            | Japão                | 169.82 | 56.11 (3)  | 113.71 (3) |
| 4                 | Lee Hae-in                 | Coreia do Sul        | 165.42 | 53.17 (7)  | 112.25 (4) |
| 5                 | Ting Cui                   | Estados Unidos       | 156.04 | 53.25 (6)  | 102.79 (5) |
| 6                 | Anna Kuzmenko              | França               | 150.91 | 54.55 (4)  | 96.36 (7)  |
| 7                 | Riko Takino                | Japão                | 147.07 | 50.00 (8)  | 97.07 (6)  |
| 8                 | Chen Hongyi                | China                | 146.82 | 54.54 (5)  | 92.28 (9)  |
| 9                 | Emma Bulawka               | Canadá               | 137.96 | 45.21 (11) | 92.75 (8)  |
| 10                | Maria Levushkina           | Bulgária             | 126.96 | 45.05 (12) | 81.91 (10) |
| 11                | Mandy Chiang               | Taipei Chinesa       | 125.65 | 46.22 (9)  | 79.43 (13) |
| 12                | Sofia Sula                 | Finlândia            | 119.63 | 42.30 (15) | 77.33 (14) |
| 13                | Olga Mikutina              | Áustria              | 119.51 | 45.01 (13) | 74.50 (15) |
| 14                | Cheuk Ka Kahlen Cheung     | Hong Kong            | 116.30 | 36.43 (21) | 79.87 (12) |
| 15                | Jeon Gyo-hee               | Coreia do Sul        | 113.99 | 33.85 (27) | 80.14 (11) |
| 16                | Noemie Bodenstein          | Suíça                | 113.77 | 42.48 (14) | 71.29 (16) |
| 17                | Anastasia Vaipan-Law       | Reino Unido          | 107.78 | 41.82 (16) | 65.96 (18) |
| 18                | Jocelyn Hong               | Nova Zelândia        | 107.67 | 38.21 (18) | 69.46 (17) |
| 19                | Lara Naki Gutmann          | Itália               | 106.39 | 45.75 (10) | 60.64 (21) |
| 20                | Cassandra Johansson        | Suécia               | 100.91 | 41.12 (17) | 59.79 (22) |
| 21                | Maya Gorodnitsky           | Israel               | 100.25 | 36.98 (20) | 63.27 (19) |
| 22                | Güzide Irmak Bayır         | Turquia              | 97.19  | 37.67 (19) | 59.52 (23) |
| 23                | Kateřina Fričová           | República Tcheca     | 95.62  | 33.97 (26) | 61.65 (20) |
| 24                | Lenne Van Gorp             | Países Baixos        | 94.62  | 35.48 (22) | 59.14 (24) |
| 25                | Leona Rogić                | Sérvia               | 91.47  | 34.97 (23) | 56.50 (25) |
| 26                | Amelia Scarlett Jackson    | Austrália            | 89.59  | 34.28 (25) | 55.31 (26) |
| 27                | Elizabeth Golding          | Irlanda              | 87.72  | 34.93 (24) | 52.79 (27) |
| 28                | Jasmin Elsebaie            | Áustria              | 84.13  | 32.54 (28) | 51.59 (28) |
| 29                | Sophie-Laureen Günther     | Áustria              | 78.65  | 27.55 (31) | 51.10 (29) |
| 30                | Ana Cecilia Sydow          | México               | 72.71  | 27.61 (30) | 45.10 (31) |
| 31                | Aina Sorfina Mohd Aminudin | Malásia              | 69.98  | 24.54 (32) | 45.44 (30) |
| 32                | Angela Prilepchanska       | Macedónia do Norte   | 52.09  | 17.57 (33) | 34.52 (32) |
| 33                | Neira Kiso                 | Bósnia e Herzegovina | 26.14  | 10.24 (34) | 15.90 (33) |
| WD                | Gemma Marshall             | Eslovênia            | —      | 29.89 (29) | — (WD)     |

### Duplas
| Pos.              | Nome                                      | Nacionalidade  | Pontos | PC         | PL         |
| ----------------- | ----------------------------------------- | -------------- | ------ | ---------- | ---------- |
| Medalha de ouro   | Polina Kostiukovich / Dmitrii Ialin       | Rússia         | 180.59 | 60.83 (1)  | 119.76 (1) |
| Medalha de prata  | Anastasia Poluianova / Dmitry Sopot       | Rússia         | 166.11 | 54.07 (3)  | 112.04 (2) |
| Medalha de bronze | Alina Pepeleva / Roman Pleshkov           | Rússia         | 158.40 | 53.38 (4)  | 105.02 (3) |
| 4                 | Laiken Lockley / Keenan Prochnow          | Estados Unidos | 139.11 | 54.61 (2)  | 84.50 (7)  |
| 5                 | Sofiia Nesterova / Artem Darenskyi        | Ucrânia        | 137.87 | 47.12 (5)  | 90.75 (4)  |
| 6                 | Cleo Hamon / Denys Strekalin              | França         | 135.96 | 46.83 (6)  | 89.13 (5)  |
| 7                 | Riku Miura / Shoya Ichihashi              | Japão          | 131.67 | 45.98 (7)  | 85.69 (6)  |
| 8                 | Gabrielle Levesque / Pier-Alexandre Hudon | Canadá         | 126.61 | 42.82 (9)  | 83.79 (8)  |
| 9                 | Talisa Thomalla / Robert Kunkel           | Alemanha       | 119.54 | 44.35 (8)  | 75.19 (9)  |
| 10                | Liu Motong / Wang Tianze                  | China          | 103.81 | 39.96 (10) | 63.85 (11) |
| 11                | Heidrun Pipal / Erik Pipal                | Áustria        | 96.34  | 31.76 (12) | 64.58 (10) |
| 12                | Sara Jane Dana / Livio Mayr               | Áustria        | 90.19  | 37.28 (11) | 52.91 (12) |
| WD                | Hilary Elizabeth Asher / Luthra Nishchay  | Índia          | —      | — (WD)     |            |

### Dança no gelo
| Pos.              | Nome                                    | Nacionalidade  | Pontos | DR         | DL         |
| ----------------- | --------------------------------------- | -------------- | ------ | ---------- | ---------- |
| Medalha de ouro   | Sofia Shevchenko / Igor Eremenko        | Rússia         | 158.70 | 64.26 (1)  | 94.44 (1)  |
| Medalha de prata  | Marjorie Lajoie / Zachary Lagha         | Canadá         | 153.79 | 63.95 (2)  | 89.84 (2)  |
| Medalha de bronze | Eva Kuts / Dmitrii Mikhailov            | Rússia         | 142.97 | 58.63 (3)  | 84.34 (4)  |
| 4                 | Natalie D'Alessandro / Bruce Waddell    | Canadá         | 135.42 | 50.45 (5)  | 84.97 (3)  |
| 5                 | Sara Campanini / Francesco Riva         | Itália         | 133.61 | 54.09 (4)  | 79.52 (5)  |
| 6                 | Sophia Elder / Christopher Elder        | Estados Unidos | 127.48 | 49.58 (6)  | 77.90 (6)  |
| 7                 | Jocelyn Haines / James Koszuta          | Estados Unidos | 123.02 | 46.83 (7)  | 76.19 (7)  |
| 8                 | Lou Terreau / Noe Perron                | França         | 116.94 | 45.25 (9)  | 71.69 (8)  |
| 9                 | Charise Matthaei / Maximilian Pfisterer | Alemanha       | 113.39 | 45.43 (8)  | 67.96 (9)  |
| 10                | Matilda Friend / William Badaoui        | Austrália      | 109.43 | 45.05 (10) | 64.38 (10) |
| 11                | Chen Xizi / Xing Jianing                | China          | 100.20 | 39.36 (11) | 60.84 (11) |
| 12                | Alice Rogatnik / Yehor Barshak          | Israel         | 93.62  | 38.05 (12) | 55.57 (12) |
| 13                | Corinna Huber / Patrik Huber            | Áustria        | 80.82  | 31.76 (13) | 49.06 (13) |

## Quadro de medalhas
| Ordem | País           | Medalha de ouro | Medalha de prata | Medalha de bronze |    | Ordem por total |
| ----- | -------------- | --------------- | ---------------- | ----------------- | -- | --------------- |
| 1     | Rússia         | 3               | 2                | 3                 | 8  | 1               |
| 2     | Estados Unidos | 1               |                  |                   | 1  | 3               |
| 3     | Japão          |                 | 1                | 1                 | 2  | 2               |
| 4     | Canadá         |                 | 1                |                   | 1  | 3               |
| TOTAL | TOTAL          | 4               | 4                | 4                 | 12 | —               |